# Jakob Horn
Jakob Horn   (Rehbach, 14 de febrer de 1867 - Rehbach, 24 de febrer de 1946) va ser un matemàtic alemany que va introduir les funcions de Horn.

## Obra
- Über systeme linearer Differentialgleichungen mit mehreren Veränderlichen: Beiträge zur Verallgemeinerungen der Fuchs'schen Theorie der linearer Differentialgleichungen.  Mayer & Müller, 1890. (123 pages)
- Plantilla:Cite books (59 pages)
- Gewöhnliche Differentialgleichungen beliebiger Ordnung.  Leipzig: G. J. Göschen, 1905.
- Einführung in die Theorie der partiellen Differentialgleichungen.  Leipzig: G. J. Göschen, 1910.[2]
- Partielle Gleichungen.  G. J. Göschen, 1929.[3]
- Gewöhnlichen Differentialgleichungen. 5th.  G. J. Göschen, 1948. (237 pages)